# Дільміссен
Дільміссен (нім. Dielmissen) — громада в Німеччині, розташована в землі Нижня Саксонія. Входить до складу району Гольцмінден. Складова частина об'єднання громад Ешерсгаузен-Штадтольдендорф.
Площа — 7,47 км2. Населення становить 771 ос. (станом на 31 грудня 2021).